# Samsung Galaxy A80
El Samsung Galaxy A80 es un teléfono inteligente Android lanzado por Samsung Electronics. El teléfono fue anunciado el 10 de abril de 2019 en el evento Galaxy en Bangkok y lanzado el 29 de mayo de 2019. Es considerado como el mejor teléfono que sacó Samsung en 2019.

## Especificaciones

### Pantalla
Este dispositivo cuenta con 'New Infinite Display'con tecnología Super AMOLED de 6,7 pulgadas resolución Full HD+ 1080x2400 píxeles, con relación de aspecto 20:9; y es el primer teléfono de Samsung con 'New Infinity Display'.
La principal diferencia con otras pantallas es que, al contar con un sistema de cámaras rotativo, hace que sea posible eliminar la cámara frontal del marco de la pantalla, ya que utiliza la misma cámara trasera para las selfies, mejorando por mucho la calidad y versatilidad.

### Procesador
El teléfono funciona con el SoC Snapdragon 730, recientemente presentado, un procesador de octa-core con dos núcleos con velocidad de 2,2 GHz y seis núcleos con velocidad de 1,7 GHz . También viene con 8 GB de RAM y 128 GB de almacenamiento a bordo. Su almacenamiento no se puede expandir a través de una tarjeta micro SD. El teléfono mide 165.2x76.5x9.3mm. El teléfono también viene con batería de 3700 mAh (Batería de iones de litio) y una tecnología de carga súper rápida de 25 W. [cita requerida]

### Cámara
El Samsung Galaxy A80 está equipado con una matriz de tres cámaras que consta de una cámara de 48 megapíxeles principal, flanqueada por una cámara de 8 megapíxeles ultra gran angular y un sensor de ToF (tiempo de vuelo). También introdujo una cámara giratoria; la cámara orientada hacia atrás se desliza hacia arriba y gira hacia adelante automáticamente cuando se pone en modo selfie.

### Software
El Samsung Galaxy A80 se ejecuta en Android 9.0 (Pie) con One UI. El teléfono tiene muchas funciones que incluyen Bixby, Samsung Pay, Samsung Health y Samsung Knox.